# Alfredo Bermúdez de Castro del Río
Alfredo Bermúdez de Castro del Río (A Coruña, 31 d'agost de 1849 - A Coruña, 22 de maig de 1920) fou un jurista, advocat i polític gallec.
Fill de José Gaspar Bermúdez de Castro y Mosquera i María de la Aurora Fermina del Río y Beade, fou regidor de La Coruña des del 1883, i posteriorment nomenat alcalde d'aquesta mateixa ciutat el juliol de 1897, renunciant al càrrec el novembre d'aquell mateix any. També fou diputat provincial. Posteriorment, es va unir al maurisme i va ser vicepresident del Centre maurista de la Corunya i fundador del Patronato Católico de Obreros. També fou president de la Comissió Provincial de la Creu Roja de la Corunya. El 1882 va contraure matrimoni amb Isabel Plá y Santos.